# Morden (Dorset)
Pour les articles homonymes, voir Morden.
Morden est une paroisse civile et un village du Dorset, en Angleterre.